# Groupe de NGC 3719
Le groupe de NGC 3719 est un trio de galaxies situé dans la constellation du Lion. La distance moyenne entre ce groupe et la Voie lactée est d'environ 82,6 Mpc (∼269 millions d'al). 

## Membres
Le tableau ci-dessous liste les trois galaxies du groupe indiquées dans l'article d'Abraham Mahtessian paru en 1998.
| Nom      | Class.        | Type                        | α (J2000.0)   | δ (J2000.0) | Vitesse radiale (km/s) | m    | Distance (Mpc) | Diamètre (kal) |
| -------- | ------------- | --------------------------- | ------------- | ----------- | ---------------------- | ---- | -------------- | -------------- |
| NGC 3719 | SA(rs)bc pec? | Spirale                     | 11h 32m 13.4s | 00° 49′ 09″ | 5842 ± 2               | 13,0 | 91,6 ± 6,4     | 176            |
| NGC 3720 | SAa?          | Spirale                     | 11h 32m 21.6s | 00° 48′ 14″ | 5947 ± 2               | 13,0 | 93,1 ± 6,5     | 136            |
| UGC 6858 | SB(s)m        | Spirale barrée magellanique | 11h 35m 36.9s | 00° 07′ 39″ | 5910 ± 10              | 18,8 | 92,6 ± 6,5     | 68             |

Le site DeepskyLog permet de trouver aisément les constellations des galaxies mentionnées dans ce tableau ou si elles ne s'y trouvent pas, l'outil du site constellation permet de le faire à l'aide des coordonnées de la galaxie. Sauf indication contraire, les données proviennent du site NASA/IPAC. 